# W68
La W68 (abréviation de « Warhead 68 ») était une ogive atomique américaine développée par le Laboratoire national de Lawrence Livermore à la fin des années 1960. Chaque missile Poseidon pouvait en transporter jusqu'à 14, lancé par un sous-marin nucléaire lanceur d'engins (SNLE).

## Description
La W68 pèse 367 livres (166 kg). Les dimensions de l'ogive ne sont pas publiées, mais chaque missile Poseidon en transportait 14 et leur diamètre était de 65 pouces. 
Sa puissance explosive est entre 40 kt et 50 kt.
Il y a eu 5 250 W68 fabriquées, ce qui en fait l'ogive nucléaire la plus répliquée de l'histoire militaire des États-Unis. Sa production a commencé en juin 1970 pour se terminer en juin 1975. Au plus fort de son déploiement, il y avait 31 sous-marins lanceur d'engins qui transportaient 16 missiles chacun, pour un total de 496 missiles déployés, chacun contenant en moyenne 10 ogives.
À cause de problèmes liés à l'explosif en poudre polymérisé LX-09, qui vieillissait mal et utilisé dans les W68
,
,
,
,
, toute la production due être retirée ou reconditionnée avec un nouvel explosif de novembre 1978 jusqu'à 1983. Environ 2 000 unités ont été retirées à partir de 1977 plutôt que d'être reconditionnées. Les 3 200 ogives restantes demeurèrent en service, les dernières étant retirées en 1991.